# Szeremlei Társaság
A Szeremlei Társaság 1991. február 26-án a hódmezővásárhelyi levéltárban alakult meg.

## Megalakulása
Az összegyűlt tizenegy helytörténész, akik Hódmezővásárhely múltjáról, néprajzáról, művészeti életéről már addig is kisebb-nagyobb publikációkat jelentettek meg.
Munkájuk hatékonyabbá tétele érdekében szükségesnek érezték, hogy társaságba tömörüljenek. Az alapító tagok: dr. Dömötör János, Farkas Ferenc, Herczeg Mihály, Kárász József, Kovács István, Kőszegfalvi Ferenc, dr. Kruzslicz István Gábor, Lőkös Imre, Makó Imre, Szenti Tibor, Szigeti János. Az alapító tagok egyhangúlag a Szeremlei Társaság elnevezés mellett döntöttek. Szeremlei Császár Sámuel református lelkész, polihisztor, városunk első nagy helytörténeti írójára 1987-ben, születésének 150. évfordulóján tisztelegtek emlékkonferenciával Hódmezővásárhelyen. Ennek nyomán, a helytörténetírás újjáéledésével a korábbi szinte egyoldalú kutatások kiszélesedésével alakult meg 1991-ben a vásárhelyi helytörténészek baráti közösségéből (levéltárosokból, könyvtárosokból, muzeológusokból és amatőr helytörténészekből) a Hódmezővásárhelyi Szeremlei Társaság.

## A névadóról

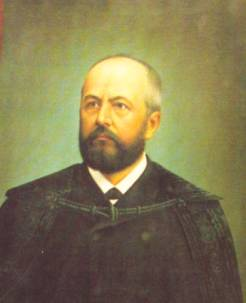
Szeremlei Császár Sámuel

Szeremlei Sámuel (1837-1924) történész, az MTA tagja volt, aki példakép gyanánt áll a tagság előtt. 
Egy percig sem törekedtem a nagyszabású történészek és festőművészek babéraira, mert csupán egyszerű elbeszélő és rajzoló akartam maradni... Saját kis olvasóközönségem szüksége lebegett szemem előtt... arra kellett törekednem, hogy lakótársaim ismereteit bővítsem, az ő érdeklődésüket kielégítsem és tápláljam, hogy ily módon bennük a szülőföld iránti ragaszkodás és szeretet érzelmeit ápoljam és fejlesszem.

## A Társaság célkitűzése
Az alapszabály szerint a társaság célja:
- Szeremlei Sámuel munkásságának kutatása, emlékének ápolása,
- a helyismereti és várostörténeti tevékenységek összefogása, támogatása, koordinálása,
- az oktatás és közművelődés segítése,
- bekapcsolódás a honismereti mozgalomba, helyi hagyományok ápolása, kulturális értékek megőrzése és gazdagítása.
  - Alapszabályukban 10 pontban jelölték meg céljaik elérésének útját.
- Eszerint a Szeremlei Társaság:

1. "Rendszeres összejöveteleket tart."
2. "Előadásokat, vitaüléseket, tudományos ülésszakokat, kiállításokat rendez."
3. "Helyismereti kérdésekben szakvéleményt ad."
4. "Előkészíti helytörténeti kiadványok megjelentetését."
5. "Kapcsolatot épít ki hasonló jellegű társaságokkal, szervezetekkel."
6. "Együttműködik az önkormányzattal, annak kulturális bizottságával."
7. "Kapcsolatot teremt a helyi sajtóval."
8. "Kapcsolatot teremt a városvédő-szépítő egyesülettel."
9. "Együttműködik a kulturális intézményekkel (múzeum, könyvtár, levéltár)."
10. "Pályázatokat ír ki."

## Eddigi tevékenységeik
A Szeremlei Társaság részt vett az 1991-től kiadott Vásárhelyi Téka sorozat létrehozásában. 1993-ban a Rákóczi-szabadságharc emlékére rendezett konferenciát, majd előadást tartott Bercsényi és koráról. Szintén 1993-ban jelent meg a Hódmezővásárhely történetének II. kötete, amelyben a Társaság számos tagja szerzőként szerepel. A kezdeti években helytörténeti pályázatokat írt ki, valamint különböző helytörténeti témájú felolvasó esteket tartott. A Társaság tagjai a Megyei Levéltári Napokon rendszeresen részt vesznek. Kisebb társas utakat szerveztek a környékre, ahol a települések történetével ismerkedhettek meg a tagok. 2000-es évektől kezdve a Társaság részt vesz a Honismereti Szövetséggel közösen tartott rendezvényeken, kirándulásokon.
1996-tól a mai napig kiadja a Hódmezővásárhelyi Szeremlei Társaság évkönyvét, melyben helytörténeti tanulmányokat közöl a tagok, és külső szerzők tollából. A Társaság ezzel igyekszik összefogni a város és környékének helytörténetével foglalkozó kutatókat és szakmai műhelyeket.

## Vezetősége
- A Társaság első elnöke Herczeg Mihály nyugalmazott levéltárigazgató, helytörténész az 1991-es alapítástól 2011-ben bekövetkezett haláláig. 2011-től Benkő László helytörténész.
- Titkárai: Az alapítástól Kruzslicz István Gábor levéltárigazgató, 2000-től Varsányi Attila levéltáros, 2011-től Presztóczki Zoltán.
- A Társaság létrehozta a Szeremlei Sámuel Emlékplakettet, melyet alkalmanként a helytörténet terén végzett életművéért ítél oda közgyűlés.
- Eddigi plakettesük: Herczeg Mihály.
- A Társaság névadójának 175. születési évfordulóján emléküléssel adózott, a református lelkész és Hódmezővásárhely nagy helytörténeti írója előtt.